# Mosese Vitolio Tui
Mosese Vitolio Tui (Apia, 9 novembre 1961) è un arcivescovo cattolico samoano, dal 12 giugno 2024 arcivescovo metropolita di Samoa-Apia e dal 21 dicembre 2024 superiore ecclesiastico di Tokelau.

## Biografia
È nato il 9 novembre 1961 ad Apia.

### Formazione e ministero sacerdotale
Dopo aver frequentato l'Auxilium College di Lysterfield in Australia dal 1985 al 1986, ha deciso di entrare nella Società salesiana di San Giovanni Bosco, completando il noviziato a Lysterfield. Ha studiato filosofia e teologia cattolica presso il seminario regionale per il Pacifico a Suva e presso il Catholic Theological College e il Salesian Theological College a Melbourne. Ha inoltre studiato pedagogia presso l'università cattolica australiana di Melbourne, conseguendo l'abilitazione all'insegnamento.
Ha emesso la sua prima professione il 31 gennaio 1987 e la professione perpetua l'8 dicembre 1992; è stato ordinato presbitero il 3 dicembre 1994 nella chiesa parrocchiale di San Giovanni Bosco a Sinamoga.
Dopo l'ordinazione sacerdotale è stato nominato rettore del Don Bosco Technical College di Alafua nel 1997, mentre dal 2006 al 2009 è stato maestro dei novizi e direttore di comunità del suo ordine a Suva. È stato anche membro del consiglio provinciale della provincia religiosa Australia-Pacifico della sua comunità religiosa dal 2009 al 2015.

### Ministero episcopale
Il 12 giugno 2024 papa Francesco lo ha nominato arcivescovo metropolita di Samoa-Apia. Il 22 agosto successivo ha ricevuto l'ordinazione episcopale dal vescovo Peter Hugh Brown, vescovo emerito di Samoa-Pago Pago e amministratore apostolico di Samoa-Apia e di Tokelau, co-consacranti i vescovi Kolio Etuale, vescovo di Samoa-Pago Pago, e Stephen Marmion Lowe, vescovo di Auckland; durante la stessa celebrazione ha preso possesso dell'arcidiocesi. Il 21 dicembre successivo lo stesso papa lo ha nominato anche superiore ecclesiastico di Tokelau.

## Genealogia episcopale
La genealogia episcopale è:
- Cardinale Scipione Rebiba
- Cardinale Giulio Antonio Santori
- Cardinale Girolamo Bernerio, O.P.
- Arcivescovo Galeazzo Sanvitale
- Cardinale Ludovico Ludovisi
- Cardinale Luigi Caetani
- Cardinale Ulderico Carpegna
- Cardinale Paluzzo Paluzzi Altieri degli Albertoni
- Papa Benedetto XIII
- Papa Benedetto XIV
- Cardinale Enrico Enriquez
- Arcivescovo Manuel Quintano Bonifaz
- Cardinale Buenaventura Córdoba Espinosa de la Cerda
- Cardinale Giuseppe Maria Doria Pamphilj
- Papa Pio VIII
- Papa Pio IX
- Cardinale Gustav Adolf von Hohenlohe-Schillingsfürst
- Arcivescovo Salvatore Magnasco
- Cardinale Gaetano Alimonda
- Cardinale Agostino Richelmy
- Vescovo Giuseppe Castelli
- Vescovo Gaudenzio Binaschi
- Arcivescovo Albino Mensa
- Cardinale Tarcisio Bertone, S.D.B.
- Arcivescovo Martin Krebs
- Vescovo Peter Hugh Brown, C.SS.R.
- Arcivescovo Mosese Vitolio Tui, S.D.B.